# Rejon Wyzrażdane
Rejon Wyzrażdane (bułg.: Район Възраждане) – rejon w obwodzie miejskim Sofii, w Bułgarii. Populacja wynosi 47 800 mieszkańców.